# So Seductive
"'So Seductive" is de eerste single van Thoughts of a Predicate Felon, het debuutalbum van Amerikaanse rapper Tony Yayo. Het nummer is geproduceerd door Punch, een tot nog toe onbekende producer. De track scoorde in de VS en in Engeland verrassend goed, aangezien Tony Yayo vanwege een proces de single niet kon promoten. In de VS piekte de track op #48 en in Engeland op #28. Christina Aguilera gebruikte "So Seductive" als sample op "Slow Down Baby", de vierde single van haar album Back to Basics. De eerste woorden van het eerste couplet van "So Seductive", "Stop, slow down baby" worden herhaaldelijk in het nummer van Christina Aguilera gebruikt.

## Charts
| Chart                 | Hoogste positie |
| --------------------- | --------------- |
| Engelse Single Top 75 | 28              |
| Ierse Single Top 50   | 22              |
| VS Billboard Hot 100  | 48              |

Studioalbums: Thoughts of a Predicate Felon

Singles: So Seductive · Curious · I Know You Don't Love Me

Gerelateerde artikels: G-Unit · G-Unit Records